# 12 Wasted Years
12 Wasted Years е документално видео за британската хевиметъл група „Айрън Мейдън“ за периода 1975 – 1987. Включва няколко редки клипа и интервю с групата по-късно пре-издадено през 2005 в The Early Days. Става златен по продажби в САЩ.
През март 2013 г. „Айрън Мейдън“ включва пълното видео в преиздадена версия на концертния си филм Maiden England.

## Track listing
1. Stranger in a Strange Land (промоционално видео 1986)
2. Charlotte the Harlot (лайф 1980)
3. Running Free (лайф 1980)
4. Women in Uniform (промоционално видео 1980)
5. Murders In The Rue Morgue (лайф 1982)
6. Children of the Damned (лайф 1982)
7. The Number of the Beast (лайф 1985)
8. Total Eclipse (лайф 1982)
9. Iron Maiden (лайф 1983)
10. Sanctuary (лайф 1982)
11. The Prisoner (лайф 1982)
12. 22, Acacia Avenue (лайф 1983)
13. Wasted Years (лайф 1986)
14. The Trooper (лайф 1985)